# Northrop X-4 Bantam
Il Northrop X-4 Bantam o XS-4 (galletto) era un aereo X statunitense. Si trattava di un bimotore a getto caratterizzato dall'assenza piani di coda, al loro posto utilizzava delle superfici unite all'alettone (elevon) per il controllo dell'assetto nelle varie fasi del volo. Alcuni studiosi di aerodinamica pensavano di eliminare i piani di coda per eliminare i problemi di stabilità alle velocità transoniche che derivavano dall'interazione delle onde supersoniche che interagivano con le ali e gli stabilizzatori orizzontali.
La Northrop Corporation costruì due X-4, ma il primo era meccanicamente difettoso e dopo 10 voli fu smontato per fornire parti per il secondo.
La configurazione dell'X-4 fu esaminata tra il 1950 ed il 1953 alla stazione di ricerca sull'alta velocità di volo del NACA (ora base di aeronautica di Edwards), ed esibì problemi di stabilità longitudinali in prossimità della velocità del suono (al di sopra di Mach 0.9).  Si concluse (con la tecnologia di controllo disponibile allora) che la configurazione senza superfici orizzontali sulla coda non fosse adatta per il volo transonico.

## Storia del progetto
Il velivolo tedesco Messerschmitt Me 163 komet aveva enormemente impressionato gli alleati e questo progetto verteva alla verifica del comportamento di una configurazione così inusuale all'approssimarsi della velocità del suono.
Il progetto fu affidato alla Northrop in quanto si era già dimostrata esperta nel campo degli aerei "tuttala", in particolare il progetto del caccia Skylancer e del prototipo XP-56 Black Bullet.
Non fu necessaria una gara di appalto perché il programma di ricerca (nella NACA e dell'US Army) prevedeva la possibilità di farne a meno.
Non era richiesto il raggiungimento di velocità supersoniche ma solo di superare i 1000 km/h. Questo risultato fu raggiunto (agevolmente) il 24 gennaio 1951 e dimostrò che era possibile progettare un aereo dalle elevate prestazioni senza necessità di piani di coda.
I voli iniziali dell'X-4, fatti dai piloti Griffith e Scott Crossfield della NACA tra il 1950 ed il 1951 mostrarono che mentre la velocità di X-4 si avvicinava a Mach 0,88, l'aereo cominciava ad oscillare longitudinalmente (delfinamento); a velocità superiori inoltre la punta dell'aereo tendeva a spostarsi verso il basso, oltre a manifestare una certa instabilità combinata sui tre assi (rollio, imbardata e beccheggio) tipica dell'ancora poco noto accoppiamento inerziale.
Il problema venne risolto parzialmente (sino a Mach 0.92) con l'introduzione di bacchette di legno di balsa nelle aperture dei flap/spoiler, lasciandoli aperti di 5 gradi.
Le prove continuarono nell'ottobre del 1951, fino a che le perdite del combustibile del serbatoio dell'ala non costrinsero a fermare il velivolo, fino a marzo del 1952, quando ripresero le prove di atterraggio.

Il progetto finale per l'X-4 riguardò lo studio aerodinamico del velivolo dopo avere ripristinato la piena apertura dei flaps.
L'X-4 fece l'ottantunesimo volo, l'ultimo, alla NACA il 29 settembre 1953.

## Esemplari attualmente esistenti

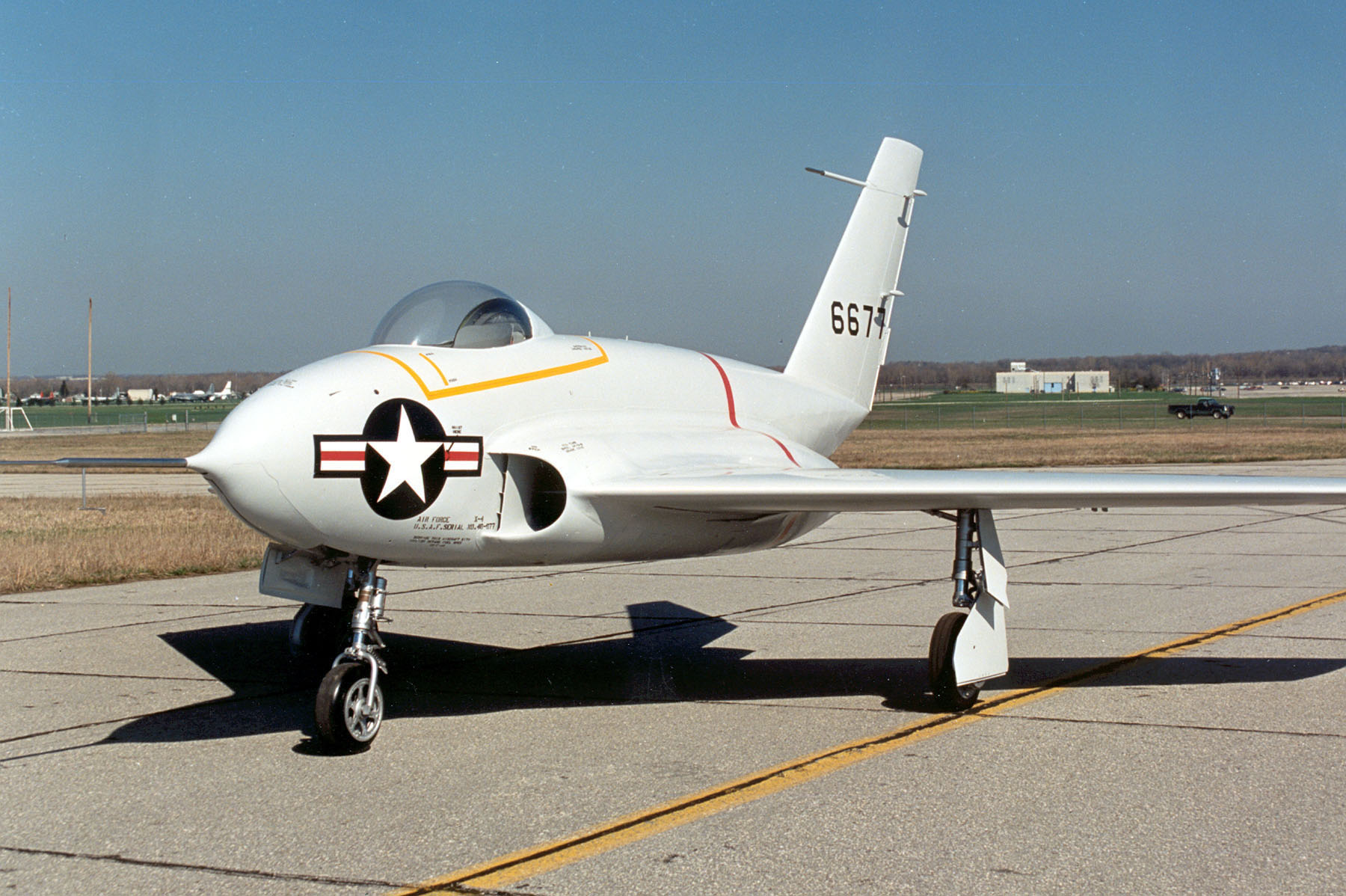
Northrop X-4. Fonte: museo nazionale dell'aeronautica degli USA.

Entrambi i velivoli sopravvissero alle prove svolte.

Il primo X-4 fu trasferito all'accademia dell'aeronautica in Colorado e poi inviato alla base aeronautica di Edwards. Il secondo X-4 andò al museo nazionale dell'aeronautica degli Stati Uniti alla base di aeronautica di Wright-Patterson vicino a Dayton (Ohio), in cui rimane in esposizione.